# Anagyrietta pantherina
Anagyrietta pantherina is een vliesvleugelig insect uit de familie Encyrtidae. De wetenschappelijke naam is voor het eerst geldig gepubliceerd in 1955 door Ferrière.